# Allan Wagner
Edward Allan Wagner Tizón (Lima, 7 de febrero de 1942) es un diplomático peruano. Se desempeñó desde el 15 de febrero hasta el 28 de julio de 2021 en el cargo de Ministro de Relaciones Exteriores del gobierno de Francisco Sagasti, de 1985 a 1988 durante el primer gobierno de Alan García y de 2002 a 2003 en el de Alejandro Toledo. 
Fue Secretario General de la Comunidad Andina de 2004 y a 2006. Del mismo modo, fue Ministro de Defensa desde julio de 2006 hasta diciembre de 2007 en el segundo gobierno de Alan García. Además, director de la Academia Diplomática del Perú Javier Pérez de Cuéllar. Se desempeñó también como Presidente de la Asociación Civil Transparencia y Presidente del Capítulo Peruano de la Cámara Internacional de Comercio.  
Desde el 16 de enero de 2008, se desempeñó como Agente Diplomático del Estado Peruano ante la Corte Internacional de Justicia en La Haya por el caso de la Demanda por la delimitación marítima, dada la controversia en este tema entre el Perú y Chile. A inicios del gobierno de Ollanta Humala, Wagner es ratificado en el cargo.
El 7 de febrero de 2008 es nombrado Embajador del Perú ante el Reino de los Países Bajos, por Resolución Suprema 040-2008-RE.
Allan Wagner pasó al retiro por límite de edad, al cumplir 70 años el 7 de febrero de 2012, no obstante ello, siguió prestando servicios en el exterior dentro del marco de la cuota de embajadores políticos designados por el presidente del Perú. En acto público en su homenaje en la cancillería peruana el día de su pase al retiro como diplomático, propuso cambiar la ley del servicio diplomático afirmando que castiga la meritocracia.

## Primeros años
Sus padres fueron Carlos Adolfo Wagner Vizcarra y María Antonieta Tizón Ponce.
Allan Wagner realizó sus estudios de primaria en el Colegio Maristas de San Isidro y la secundaria en la Gran Unidad Escolar Ignacio Merino de Talara. 
Cursó ingeniería química en la Universidad Nacional de Ingeniería, así como  en la Universidad Nacional de Trujillo de 1959-1962. Realizó estudios en la Facultad de Humanidades en la Pontificia Universidad Católica del Perú de 1963 a 1964.

## Vida diplomática (1962-1985)
Allan Wagner ingresó al Ministerio de Relaciones Exteriores del Perú por concurso público el 2 de mayo de 1963 con el grado de Ayudante 5°, llegando ser el responsable del Acuerdo General de Aranceles Aduaneros y Comercio, viajando a Suiza para capacitarse en negociaciones comerciales internacionales. También participó en diversas reuniones que condujeron a la firma del Acuerdo de Cartagena y la creación del Grupo Andino, hoy Comunidad Andina de Naciones. 
En 1966 ingresó a la Academia Diplomática del Perú, llegando ahí por concurso público, graduándose en diciembre de 1967 con el primer puesto como licenciado en Relaciones Internacionales y luego llegó a ingresar como Tercer Secretario en el Servicio Diplomático de la República del Perú.
Sus dos primeros destinos como diplomático, fueron Uruguay y los Estados Unidos de América. En Uruguay fue representantes alterno ante la Asociación Latinoamericana de Libre Comercio en Montevideo, sirviendo de 1968 a 1971. En los Estados Unidos fue Jefe del Departamento Económico de la Embajada del Perú en los Estados Unidos, siendo ya Segundo Secretario. En 1975, como Primer Secretario fue trasladado a Lima y en el Ministerio de Relaciones Exteriores del Perú se ocupó de la Dirección de Cooperación Técnica y Financiera Internacional desde 1975 hasta 1976, y luego hasta 1977 se desempeñó como Director de Relaciones Económicas para Latinoamérica e Integración.
En 1978 fue trasladado a la embajada en Chile. A partir de 1980 continuó su ascenso en la carrera diplomática, llegando a ser Jefe de Relaciones Exteriores de la Junta del Acuerdo de Cartagena. En 1982 asumió la Dirección del Gabinete del Ministro de Relaciones Exteriores del Perú por un año. Al año siguiente fue trasladado nuevamente a Estados Unidos como Jefe de Cancillería. 
El 28 de julio de 1985 juramentó como Ministro de Relaciones Exteriores del primer gobierno de Alan García.

## Ministro de Relaciones Exteriores (1985-1988)
En 1985, el entonces Presidente electo Alan García Pérez lo llamó para ser Ministro de Relaciones Exteriores del Perú con tan solo 43 años de edad. Su nombramiento fue bien visto por la población, quien lo veía como un diplomático joven y no ligado a la política. Renunció al cargo en mayo de 1988.
En mayo de 1988 fue ascendido a embajador con el beneplácito del Congreso de la República del Perú, del Partido Aprista Peruano, la Izquierda Unida y el Partido Popular Cristiano.

## Vida diplomática (1988-2002)
Del Ministerio de Relaciones Exteriores del Perú, fue designado como embajador del Perú en España en lo que restaba del gobierno de Alan García, poniendo su cargo a disposición una vez entrado el régimen de Alberto Fujimori. Durante este régimen fue nombrado embajador del Perú en Venezuela, sin embargo renunció el 6 de abril de 1992, al día siguiente del auto golpe de ese año. En diciembre de 1992 fue cesado junto con 117 diplomáticos de manera ilegal por Fujimori, habiéndose quedado a residir en Caracas, Venezuela.
Una vez iniciado el régimen de Alejandro Toledo, fue nombrado por él como Embajador del Perú en los Estados Unidos de América, embajada en la cual ya había servido. El 12 de julio de 2002 fue traslado nuevamente a Lima para asumir por segunda vez el Ministerio de Relaciones Exteriores del Perú. 

## Ministro de Relaciones Exteriores (2002-2004)
El 12 de julio de 2002, Allan Wagner juró como Ministro de Relaciones Exteriores por segunda vez, siendo la primera vez que lo hizo en 1985 durante el primer régimen de Alan García. Lo más resaltante de su gestión fue quizás el promover al Perú dentro de la Comunidad Andina, creando ejes estratégicos entre Brasil y el Perú, buscando también alianzas con el Mercosur. Los acuerdos de integración con Bolivia y Ecuador, el acuerdo de seguridad con Colombia y el acuerdo de asociación con Chile y México fueron logrados en el poco tiempo de su gestión, siendo bien visto por la opinión pública y sus colegas sudamericanos. 
Fue durante su gestión que en coordinación con Raúl Diez Canseco, inició las conversaciones para el Tratado de Libre Comercio Perú - EE. UU., así como el conseguir la sede en el 2008 de la APEC para el Perú, a realizarse en Lima y Cusco.

## Secretario General de la Comunidad Andina (2004-2006)
El 14 de noviembre de 2003, fue elegido por unanimidad Secretario General de la Comunidad Andina por todos los Ministros de Relaciones Exteriores del Consejo Andino de Relaciones Exteriores para el periodo 2004-2008. Su cargo lo asumió el 15 de enero de 2004 en la Sede de la Comunidad Andina, ante el entonces Presidente de la República del Perú Alejandro Toledo Manrique, a quien había servido como Ministro de Relaciones Exteriores por dos años. 
El 27 de julio de 2006, Wagner Tizón renunció al cargo de Secretario General de la Comunidad Andina para asumir el Ministerio de Defensa. Fue sucedido en el cargo por el colombiano Alfredo Fuentes.

## Ministro de Defensa (2006-2007)
El 27 de julio de 2006, Alan García lo anunció como Ministro de Defensa del Perú, juramentando el cargo al día siguiente. Prontamente asistió a la ceremonia que reconoció a Alan García como Jefe Supremo de las Fuerzas Armadas del Perú, junto a Pilar Mazzetti. 
Renunció al Ministerio de Defensa en diciembre de 2007.

## Actividades posteriores

### Agente ante la Corte Internacional de Justicia
En diciembre de 2007 fue nombrado como Agente Diplomático del Estado Peruano ante la Corte Internacional de Justicia para el caso de la controversia en este tema entre el Perú y Chile.

### Embajador en los Países Bajos
El 7 de febrero de 2008 fue nombrado Embajador del Perú ante el Reino de los Países Bajos, por Resolución Suprema 040-2008-RE.
Wagner pasó al retiro en 2012; sin embargo, fue ratificado en el cargo de Embajador en Ámsterdam como parte de la cuota de embajadores políticos designados por el presidente de la República. Permaneció en el cargo hasta abril de 2014.
Fue también gobernador común ante el Fondo Común para los Productos Básicos.

## Ministro de Relaciones Exteriores (2021)
El 15 de febrero de 2021 juró como Ministro de Relaciones Exteriores, en medio de un escándalo por la vacunación de la exministra Elizabeth Astete así como de otros altos funcionarios del gobierno de Francisco Sagasti.